# 오케 린드만
오케 레오나르드 린드만(핀란드어: Åke Leonard Lindman, 1928년 1월 11일~2009년 3월 3일)은 핀란드의 축구 선수, 영화 감독, 각본가, 배우이다.
헬싱키에서 태어났으며 에스포에서 사망하였다.

## 영화
- 헬싱키, 포에버 (2008년)
- 탈리-이한탈라 1944 (2007년)
- 비욘드 더 프론트 라인 (2004년)
- 헌터 (1996년)
- 레즈 (1981년)
- 텔레폰 (1977년)
- 슈즈 오브 더 피셔먼 (1968년)
- 화이트 레인디어 (1952년)